# سیاست خارجی ایالات متحده آمریکا

روابط دیپلماتیک آمریکا

سیاست خارجی ایالات متحده آمریکا از بنیان‌ها و دکترین‌های مختلفی که در طول دو قرن گذشته شکل گرفته تشکیل شده است.

## بنیان‌های سیاست خارجی

### مکتب هامیلتونیسم
برگرفته از اندیشه‌های الکساندر همیلتون، وزیر خزانه داری دولت جورج واشینگتن، نخستین رئیس‌جمهور ایالات متحده آمریکا
این دیدگاه جهان را در درجه اول به عنوان یک بازار می‌بیند.و از ارتقای جایگاه آمریکا در تجارت جهانی حمایت می‌کند و بر رشد تجارت و نهادهای حامی آن به عنوان امری ضروری برای سیاست خارجی تأکید دارد. همیلتونی‌ها از نظر تاریخی از همکاری با کشورهای پیشرو در تجارت حمایت کرده‌اند و به عنوان محافظه‌کارانی دیده می‌شوند که به کمال‌پذیری انسان شک دارند اما نسبت به مزایای تجارت خوش‌بین هستند.
اصول این مکتب عبارت است از:
اعتقاد به اصل تعادل قوا در اروپا (میان بریتانیا و فرانسه)
تأکید بر ارزش‌های آمریکایی به جای منافع آمریکا در خارج از کشور
درون‌گرایی و نفی مداخله در امور خارجی (به‌ویژه در خارج از نیمکره غربی)

### مکتب جکسونیسم

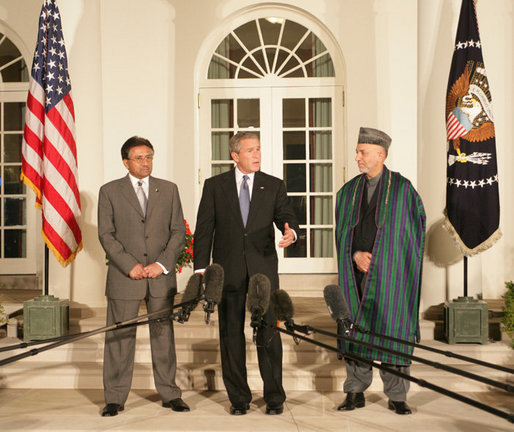
حامد کرزی و پرویز مشرف در دیدار از کاخ سفید

برگرفته از اندیشه‌های اندرو جکسون هفتمین رئیس‌جمهور ایالات متحده آمریکا (۱۸۳۷ – ۱۸۲۹) اندرو جکسون تأثیری ماندگار بر سیاست آمریکا و ریاست جمهوری گذاشت.دوران جکسونی که از دهه ۱۸۲۰ تا اواخر دهه ۱۸۴۰ ادامه داشت، شاهد تغییر آمریکا از یک جامعه کشاورزی به یک جامعه صنعتی‌تر بود.
اصول این مکتب عبارت است از:
- منافع ملی سکاندار سیاست و روابط خارجی
- پذیرش مداخله نظامی در دیگر مناطق جهان برای حفظ منافع ملی
- گسترش موقعیت جهانی به عنوان یک قدرت بزرگ
- واکنش به تهدیدات از طرق نظامی در صورت نیاز

### مکتب ویلسونیسم
برگرفته از اندیشه‌های توماس وودرو ویلسون بیست و هشتمین رئیس‌جمهور ایالات متحده آمریکا (۱۹۲۱ – ۱۹۱۳) که در اصول چهاردهگانه ویلسون به آن اشاره رفته است.
اصول این مکتب عبارت‌اند از:
- رد جنگ به عنوان راه حل مشکلات جهانی
- ایجاد تعادل قوای جهانی
- گسترش دموکراسی به عنوان مقابله با پدیده جنگ

## دکترین‌های سیاست خارجی

### دکترین مونروئه
برگرفته از نظرات جیمز مونرو پنجمین رئیس‌جمهور ایالات متحده آمریکا (۱۸۲۵ – ۱۸۱۷)
مقابله با مداخله اروپاییان در نیمکره غربی و نفی مداخله در مناقشات اروپایی

### دکترین روزولت
برگرفته از نظرات تئودور روزولت بیست و ششمین رئیس‌جمهور ایالات متحده آمریکا (۱۹۰۹ – ۱۹۰۱)
تأکید بر حق مداخله ایالات متحده آمریکا در نیمکره غربی با هدف حفاظت از منافع سیاسی و اقتصادی این کشور

### دکترین ترومن
برگرفته از نظرات هری اس ترومن سی و سومین رئیس‌جمهور ایالات متحده آمریکا (۱۹۵۳–۱۹۴۵)
حمایت از کشورهای یونان و ترکیه در مقابل خطر کمونیسم، نخستین نظریه مداخله جویانه در خارج از نیمکره غربی

### دکترین آیزنهاور
برگرفته از نظرات دویث دیوید آیزنهاور سی و چهارمین رئیس‌جمهور ایالات متحده آمریکا (۱۹۶۱ – ۱۹۵۳)

## تصویر عمومی

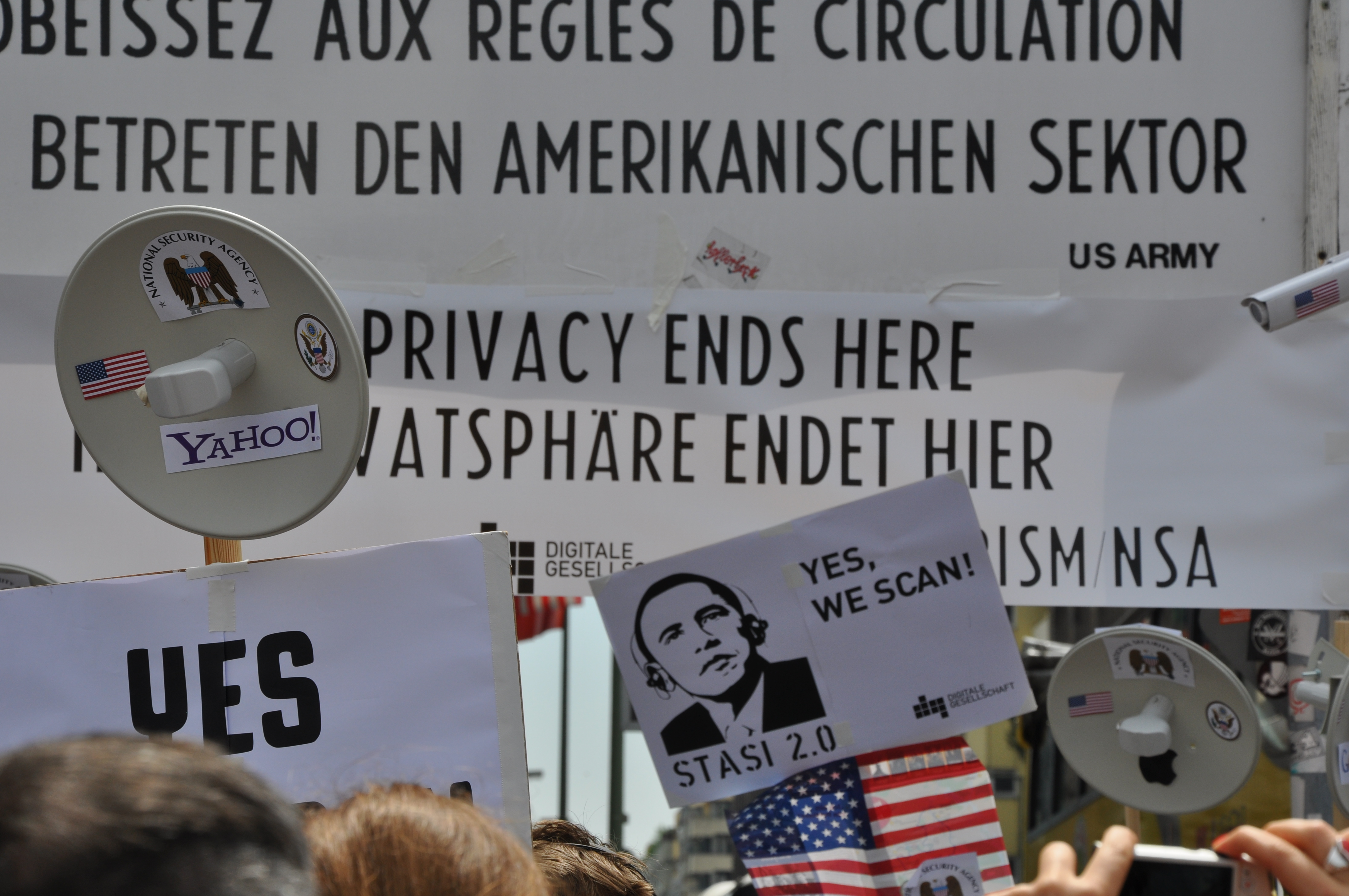
تظاهرات در ایست‌بازرسی چارلی در برلین علیه برنامه شنود پریزم آژانس امنیت ملی، ژوئن ۲۰۱۳

سیاست خارجی آمریکا موضوع بحث بوده، در داخل و خارج تحسین و انتقاد برانگیخته. در ۲۰۱۹، نظر عمومی در ایالات متحده در خصوص درگیری آمریکا در امور جهانی دو دسته است. ۵۳٪ از آمریکاییان خواهان فعال بودن آمریکا در امور جهانی بوده‌اند، در حالی که ۴۶٪ از آمریکاییان خوهان درگیری کمتر در خارج هستند. درگیری آمریکا در اقتصاد جهانی از سوی مردم آمریکا مثبت تر تلقی شده و ۷۳٪ آن را «یک چیز خوب» می‌دانند.

### نظر جهانی
در مجموع، جهان دیدگاه مثبتی به ایالات متحده دارد. بنیاد گروه اوراسیا گزارش داد که در سال ۲۰۲۱، ۸۵٪ از پاسخ دهندگان از ۱۰ کشور نظر مطلوبی نسبت به ایالات متحده داشته‌اند و ۸۱٪ هژمونی آمریکا را به هژمونی چین ترجیح می‌داده‌اند. آنان که دیدگاه نامطلوب نسبت به ایالات متحده داشته‌اند بیش از همه
مداخله جویی، و به‌طور مشخص جنگ در افغانستان، را به عنوان دلیل خود اعلام کردند. همچنین یافته شد که اعمال قدرت نرم دیدگاه‌های مطلوب را افزایش می‌داد در حالی که اعمال قدرت سخت دیدگاه‌های مطلوب را کاهش می‌داد. یافته‌ها نشان داد شهروندان برزیل، نیجریه و هند، دیدگاه‌های مطلوبی نسبت به آمریکا داشتند، در حالی که شهروندان چین و آلمان نظر کمتر مطلوبی نسبت به ایالات متحده داشتند.
نظرات بین‌المللی نسبت به ایالات متحده اغلب با دولت‌های مختلف این کشور عوض می‌شود. برای مثال در سال ۲۰۰۹ مردم فرانسه وقتی باراک اوباما (۷۵٪ مطلوبیت) جای رئیس‌جمهور جرج دابلیو بوش (۴۲٪) را گرفت نظر مطلوبی نسبت به ایالات متحده داشتند. پس از به قدرت رسیدن رئیس‌جمهور ترامپ، نظر مردم فرانسه دربارهٔ آمریکا از ۶۳٪ به ۴۶٪ سقوط کرد. این روندها در دیگر کشورهای اروپایی نیز دیده شده‌اند.

### مداخله خارجی
مطالعات تجربی (مردم‌کشی را ببینید) دریافته اند که دموکراسی‌ها، از جمله آمریکا، غیرنظامیان کمتری را نسبت به دیکتاتوری‌ها کشته‌اند.
روزنامه نگاران و سازمان‌های حقوق بشری منتقد حملات هوایی و قتل‌های هدفمند توسط پهپاد رزمی به رهبری آمریکا بوده‌اند که در برخی موارد منجر به تلفات جانبی جمعیت‌های غیرنظامی شده‌اند. در اوایل سال ۲۰۱۷، آمریکا از سوی برخی دانشوران، کنشگران و منابع رسانه ای به خاطر ریختن ۲۶٬۱۷۱ بمب روی هفت کشور در طول سال ۲۰۱۶ با انتقاد مواجه شد: سوریه، عراق، افغانستان، لیبی، یمن، سومالی و پاکستان.

### حمایت از حکومت‌های اقتدارگرا

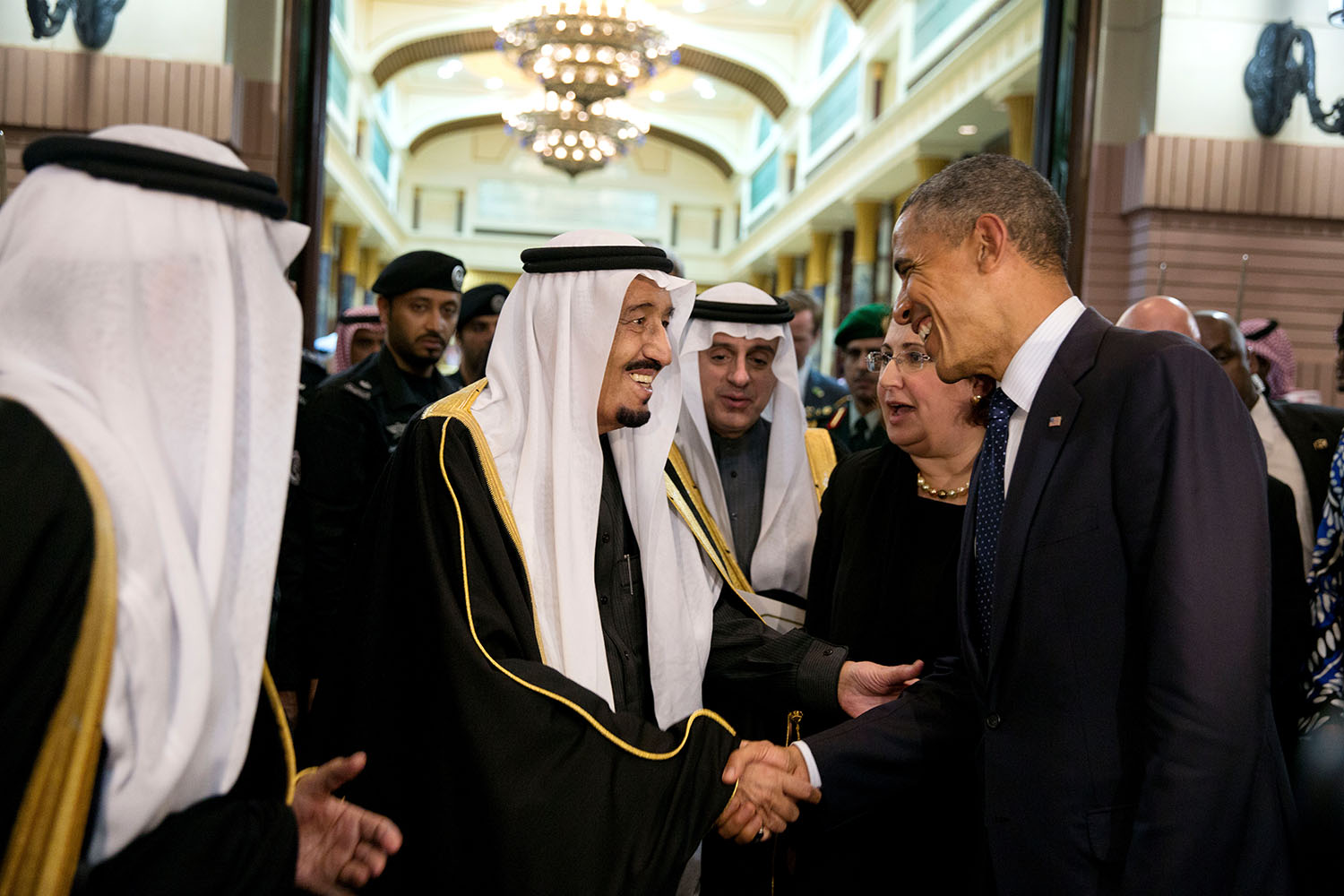
باراک اوباما در کنار سلمان بن عبدالعزیز آل سعود، ژانویه ۲۰۱۵. به گفته عفو بین‌الملل، «آمریکا دیر زمانی است که مواجهه علنی با عربستان سعودی بر سر سابقه حقوق بشریش طفره می‌رود، تا حد زیادی نسبت به سیاهه فزاینده نقض حقوق بشر آن چشم پوشی می‌کند.»

آمریکا بابت پشتیبانی از دیکتاتورهای راست‌گرا که به‌طور سازمان یافته حقوق بشر را نقض کرده‌اند مورد انتقاد قرار گرفته، از جمله آگوستو پینوشه از شیلی، آلفردو اشتروسنر از پاراگوئه، افراین ریوس مونت از گواتمالا، خورخه رافائل ویدلا از آرژانتین، حسین حبری از چاد یحیی خان از پاکستان و سوهارتو از اندونزی. منتقدان همچنین ایالات متحده را به تسهیل و حمایت از تروریسم دولتی در جنوب جهانی در جنگ سرد نظیر عملیات کندور، یک کارزار بین‌المللی ترور سیاسی و ترور دولتی سازمان یافته از سوی دیکتاتوری‌های نظامی راست‌گرا در مخروط جنوبی آمریکای جنوبی متهم می‌کنند.
در خصوص حمایت از برخی دیکتاتوری‌های ضد کمونیستی در جریان جنگ سرد، یک پاسخ این است که این کار به عنوان یک شر لازم دیده می‌شد، و آلترناتیوها دیکتاتوری‌های حتی بدتر کمونیستی یا بنیادگرا بودند. دیوید شمیتس می‌گوید که این سیاست به منافع آمریکا کمک نکرد. مستبدان دوست در برابر اصلاحات لازم مقاومت کردند و مرکز سیاسی را نابود کردند (گرچه نه در کره جنوبی) در حالی که سیاست 'واقع‌گرایانه نازپروری دیکتاتورها در بین جمعیت‌ها واکنش منفی برانگیخت و در حافظه طولانی ماند.
آمریکا به خاطر پشتیبانی از مداخله نظامی به رهبری عربستان سعودی در جنگ داخلی یمن، که یک فاجعه انسانی، از جمله وبا در یمن و قحطی یمن را کلید زده، به بی اعتنایی به جرایم جنگی متهم شده.
نیل فرگوسن استدلال می‌کند که ایالات متحده به نادرستی بابت همه نقض‌های حقوق بشر انجام شده توسط حکومت‌های مورد حمایت آمریکا مورد سرزنش قرار می‌گیرد. فرگوسن می‌نویسد که توافق کلی ای وجود دارد که گواتمالا بدترین حکومت مورد حمایت آمریکا در جنگ سرد بوده، ولی نمی‌توان به‌طور معتبری آمریکا را به خاطر همه ۲۰۰ هزار مرگ تخمینی در جنگ داخلی طولانی گواتمالا سرزنش کرد. هیئت نظارت بر اطلاعات آمریکا می‌نویسد که کمک نظامی در دوره‌های طولانی به خاطر چنین نقض حقوق بشرهایی قطع شد که به آمریکا کمک کرد در سال ۱۹۹۳ یک کودتا را متوقف کند و تلاش‌های برای بهبود رفتار نیروهای امنیتی صورت گرفت.